# Recristal·lització (metal·lúrgia)

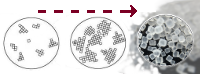
logotip per al procés de cristal·lització

En ciència de materials, la recristal·lització és un procés pel qual els grans deformats són substituïts per un nou conjunt de grans sense defectes que nucleen i creixen fins que els grans originals s'han consumit completament. La recristal·lització sol anar acompanyada d'una reducció de la resistència i la duresa d'un material i d'un augment simultani de la ductilitat. Així, el procés es pot introduir com un pas deliberat en el processament de metalls o pot ser un subproducte no desitjat d'un altre pas de processament. Els usos industrials més importants són l'estovament de metalls prèviament endurits o trencadissos per treball en fred, i el control de l'estructura del gra en el producte final. La temperatura de recristal·lització és típicament de 0,3 a 0,4 vegades el punt de fusió per a metalls purs i 0,5 vegades per a aliatges.

## Definició

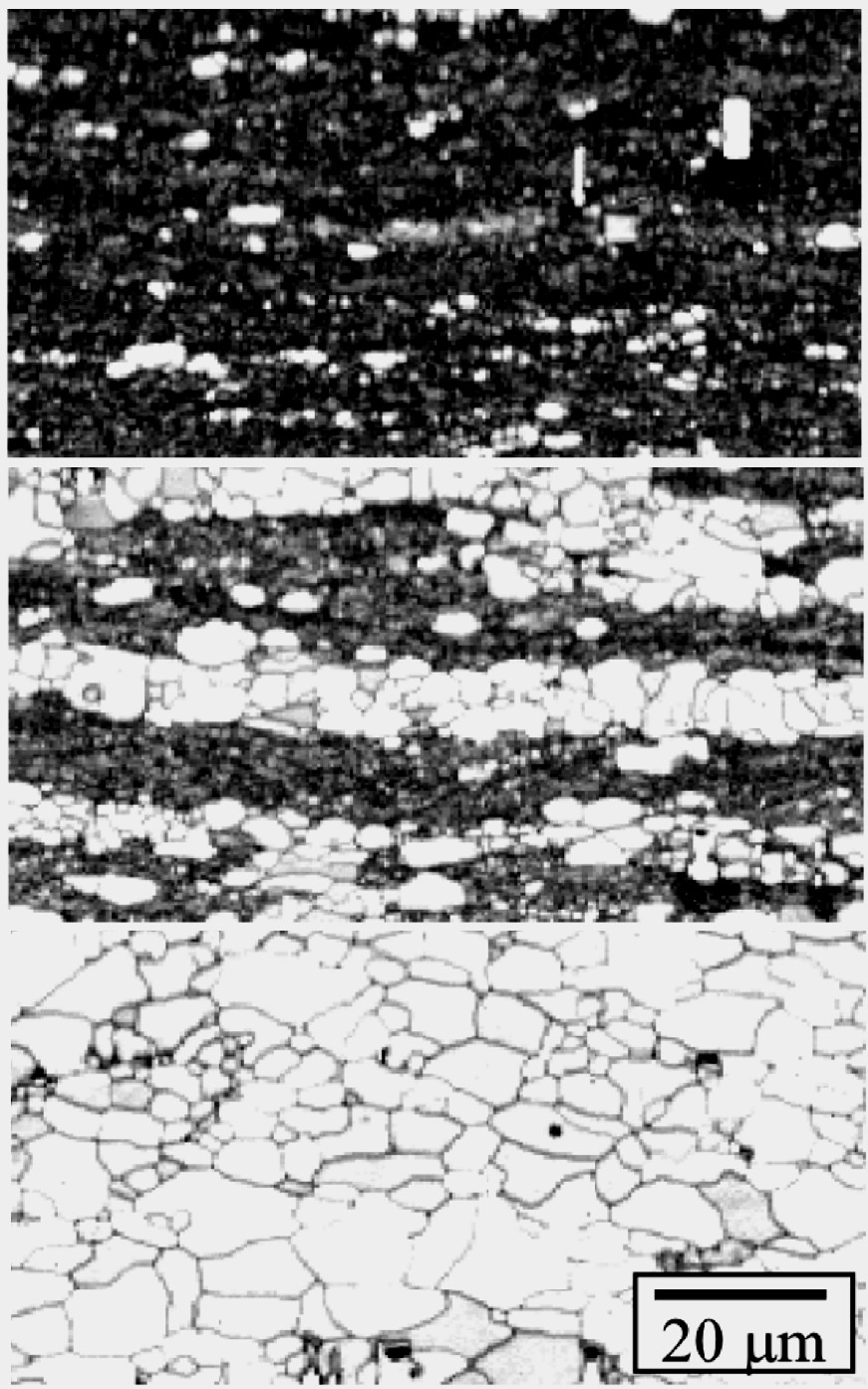
Tres mapes EBSD de l'energia emmagatzemada en un aliatge Al-Mg-Mn després de l'exposició a una temperatura de recristal·lització creixent. La fracció volumètrica dels grans recristal·litzats (lleugers) augmenta amb la temperatura durant un temps determinat. Lluc Hagen

La recristal·lització es defineix com el procés en què els grans d'una estructura cristal·lina adquireixen una nova estructura o forma cristal·lina.
És difícil donar una definició precisa de recristal·lització, ja que el procés està fortament relacionat amb diversos altres processos, sobretot la recuperació i el creixement del gra. En alguns casos és difícil definir amb precisió el punt en què comença un procés i acaba un altre. Doherty et al. van definir la recristal·lització com:
"... la formació d'una nova estructura de gra en un material deformat mitjançant la formació i migració de límits de gra d'angle elevat impulsats per l'energia emmagatzemada de la deformació. Els límits d'angle elevat són aquells amb una desorientació superior a 10-15°"
Així, el procés es pot diferenciar de la recuperació (on els límits de gra d'angle alt no migren) i del creixement de gra (on la força motriu només es deu a la reducció de l'àrea del límit). La recristal·lització pot ocórrer durant o després de la deformació (per exemple, durant el refredament o un tractament tèrmic posterior). El primer s'anomena dinàmic mentre que el segon s'anomena estàtic. A més, la recristal·lització pot ocórrer de manera discontínua, on es formen i creixen grans nous, o de manera contínua, on la microestructura evoluciona gradualment cap a una microestructura recristal·litzada. Els diferents mecanismes pels quals es produeixen la recristal·lització i la recuperació són complexos i en molts casos romanen controvertits. La següent descripció és principalment aplicable a la recristal·lització discontínua estàtica, que és la varietat més clàssica i probablement la més entesa. Altres mecanismes inclouen la recristal·lització dinàmica (geomètrica) i la migració de límits induïda per deformacions.
La recristal·lització secundària es produeix quan un nombre molt petit de grans {110}<001> (Goss) creixen selectivament, aproximadament un de cada 10⁶ grans primaris, a costa de molts altres grans recristal·litzats primaris. Això provoca un creixement anormal del gra, que pot ser beneficiós o perjudicial per a les propietats del material del producte. El mecanisme de recristal·lització secundària és una mida de gra primari petita i uniforme, aconseguida mitjançant la inhibició del creixement normal del gra per precipitats fins anomenats inhibidors. Els grans de Goss reben el nom en honor de Norman P. Goss, l'inventor de l'acer elèctric de gra orientat cap al 1934.

## Lleis de la recristal·lització
Hi ha diverses lleis de recristal·lització, en gran part empíriques:
- Activat tèrmicament. La velocitat dels mecanismes microscòpics que controlen la nucleació i el creixement dels grans recristal·litzats depèn de la temperatura de recuit. Les equacions de tipus Arrhenius indiquen una relació exponencial.
- Temperatura crítica. Seguint la regla anterior, es descobreix que la recristal·lització requereix una temperatura mínima perquè es produeixin els mecanismes atòmics necessaris. Aquesta temperatura de recristal·lització disminueix amb el temps de recuit.
- Deformació crítica. La deformació prèvia aplicada al material ha de ser adequada per proporcionar nuclis i prou energia emmagatzemada per impulsar el seu creixement.
- La deformació afecta la temperatura crítica. Augmentar la magnitud de la deformació prèvia, o reduir la temperatura de deformació, augmentarà l'energia emmagatzemada i el nombre de nuclis potencials. Com a resultat, la temperatura de recristal·lització disminuirà a mesura que augmenta la deformació.
- La mida inicial del gra afecta la temperatura crítica. Els límits de gra són bons llocs per a la formació de nuclis. Com que un augment de la mida del gra resulta en menys límits, això resulta en una disminució de la velocitat de nucleació i, per tant, un augment de la temperatura de recristal·lització.
- La deformació afecta la mida final del gra. Augmentar la deformació, o reduir la temperatura de deformació, augmenta la velocitat de nucleació més ràpidament que augmenta la velocitat de creixement. Com a resultat, la mida final del gra es redueix a causa de l'augment de la deformació.[5]

## Força motriu
Durant la deformació plàstica, el treball realitzat és la integral de la tensió i la deformació en el règim de deformació plàstica. Tot i que la major part d'aquest treball es converteix en calor, una fracció (~1–5%) es reté al material com a defectes, especialment dislocacions. El reordenament o l'eliminació d'aquestes dislocacions reduirà l'energia interna del sistema i, per tant, hi ha una força motriu termodinàmica per a aquests processos. A temperatures moderades a altes, particularment en materials amb una alta energia de falla d'apilament com l'alumini i el níquel, la recuperació es produeix fàcilment i les dislocacions lliures es reorganitzaran fàcilment en subgrans envoltats per límits de gra de baix angle. La força motriu és la diferència d'energia entre l'estat deformat i recristal·litzat Δ E, que es pot determinar per la densitat de dislocacions o la mida del subgra i l'energia de contorn (Doherty, 2005):
{\displaystyle \Delta \ E\approx \;\rho \;Gb^{2}\;{\rm {or}}\;\approx \;3\gamma _{s}/d_{s}\,\!}
on ρ és la densitat de dislocacions, G és el mòdul de cisallament, b és el vector de Burgers de les dislocacions, γs és l'energia de límit del subgra i ds és la mida del subgra.

## Nucleació

Recristal·lització d'un material metàl·lic (a → b) i creixement dels grans cristal·lins (b → c → d).

Històricament es va assumir que la velocitat de nucleació dels nous grans recristal·litzats estaria determinada pel model de fluctuació tèrmica utilitzat amb èxit per als fenòmens de solidificació i precipitació. En aquesta teoria se suposa que, com a resultat del moviment natural dels àtoms (que augmenta amb la temperatura), sorgirien espontàniament petits nuclis a la matriu. La formació d'aquests nuclis s'associaria amb un requisit energètic a causa de la formació d'una nova interfície i un alliberament d'energia a causa de la formació d'un nou volum de material de menor energia. Si els nuclis fossin més grans que un cert radi crític, aleshores serien termodinàmicament estables i podrien començar a créixer. El principal problema d'aquesta teoria és que l'energia emmagatzemada a causa de les dislocacions és molt baixa (0,1–1 J m−3), mentre que l'energia d'un límit de gra és força alta (~0,5 J m−3). Els càlculs basats en aquests valors van trobar que la taxa de nucleació observada era més gran que la calculada per un factor increïblement gran (~1050).
Com a resultat, la teoria alternativa proposada per Cahn el 1949 és ara universalment acceptada. Els grans recristal·litzats no nucleen de la manera clàssica, sinó que creixen a partir de subgrans i cèl·lules preexistents. El "temps d'incubació" és llavors un període de recuperació on els subgrans amb límits d'angle baix (<1–2°) comencen a acumular dislocacions i es desorienten cada cop més respecte als seus veïns. L'augment de la desorientació augmenta la mobilitat del límit i, per tant, augmenta la taxa de creixement del subgra. Si un subgra d'una zona té un avantatge sobre els seus veïns (com ara densitats de dislocacions localment altes, una mida més gran o una orientació favorable), aleshores aquest subgra podrà créixer més ràpidament que els seus competidors. A mesura que creix, el seu límit es desorienta cada cop més respecte al material circumdant fins que es pot reconèixer com un gra completament nou sense deformació.

## Cinemàtica

Variació de la fracció volumètrica recristal·litzada amb el temps

S'observa habitualment que la cinètica de recristal·lització segueix el perfil mostrat. Hi ha un "període de nucleació" inicial t 0 on es formen els nuclis i després comencen a créixer a un ritme constant consumint la matriu deformada. Tot i que el procés no segueix estrictament la teoria clàssica de la nucleació, sovint es troba que aquestes descripcions matemàtiques proporcionen almenys una aproximació propera. Per a una matriu de grans esfèrics, el radi mitjà R en un temps t és (Humphreys i Hatherly 2004):
{\displaystyle R=G\left(t-t_{0}\right)\,\!}
on t 0 és el temps de nucleació i G és la taxa de creixement dR/dt. Si es formen N nuclis en l'increment de temps dt i se suposa que els grans són esfèrics, la fracció volumètrica serà:
{\displaystyle f={\frac {4}{3}}\pi \ {\dot {N}}G^{3}\int _{0}^{t}(t-t_{0})^{3}\,dt={\frac {\pi \ }{3}}{\dot {N}}G^{3}t^{4}\,\!}
Aquesta equació és vàlida en les primeres etapes de la recristal·lització quan f<<1 i els grans en creixement no xoquen entre si. Un cop els grans entren en contacte, la velocitat de creixement disminueix i està relacionada amb la fracció de material no transformat (1-f) mitjançant l'equació de Johnson-Mehl:
{\displaystyle f=1-\exp \left(-{\frac {\pi \ }{3}}{\dot {N}}G^{3}t^{4}\right)\,\!}
Tot i que aquesta equació proporciona una millor descripció del procés, encara assumeix que els grans són esfèrics, les taxes de nucleació i creixement són constants, els nuclis estan distribuïts aleatòriament i el temps de nucleació t0 és petit. A la pràctica, pocs d'aquests són realment vàlids i cal utilitzar models alternatius.
Generalment es reconeix que qualsevol model útil no només ha de tenir en compte la condició inicial del material, sinó també la relació en constant canvi entre els grans en creixement, la matriu deformada i qualsevol segona fase o altres factors microestructurals. La situació es complica encara més en sistemes dinàmics on la deformació i la recristal·lització es produeixen simultàniament. Com a resultat, generalment ha demostrat ser impossible produir un model predictiu precís per als processos industrials sense recórrer a proves empíriques exhaustives. Com que això pot requerir l'ús d'equips industrials que no s'han construït realment, hi ha dificultats clares amb aquest plantejament.

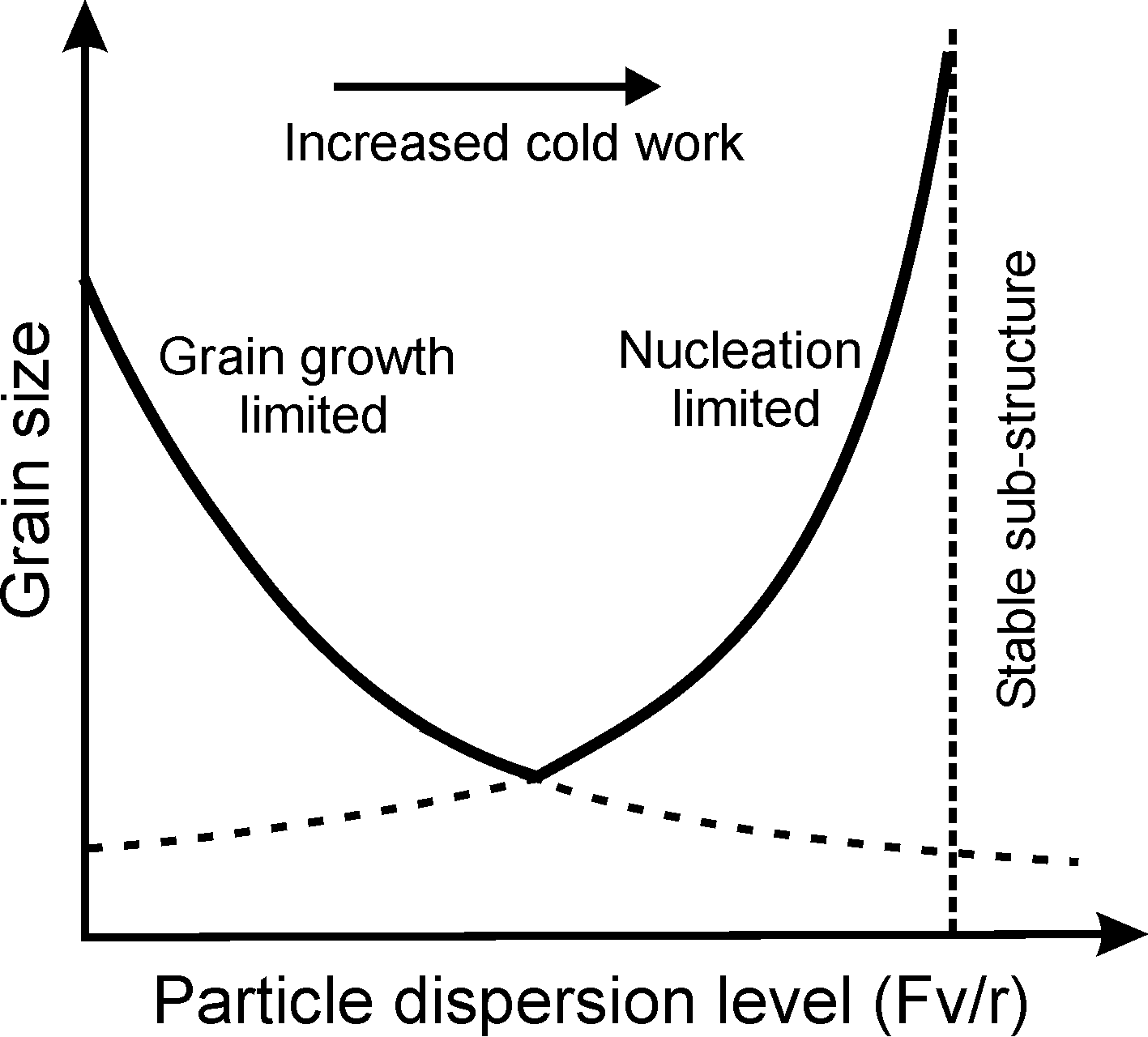
L'efecte de la distribució de partícules petites sobre la mida de gra d'una mostra recristal·litzada. La mida mínima es produeix a la intersecció del creixement estabilitzat

## Influència de les segones fases
Molts aliatges d'importància industrial tenen alguna fracció volumètrica de partícules de segona fase, ja sigui com a resultat d'impureses o per addicions deliberades d'aliatge. Depenent de la seva mida i distribució, aquestes partícules poden afavorir o retardar la recristal·lització.

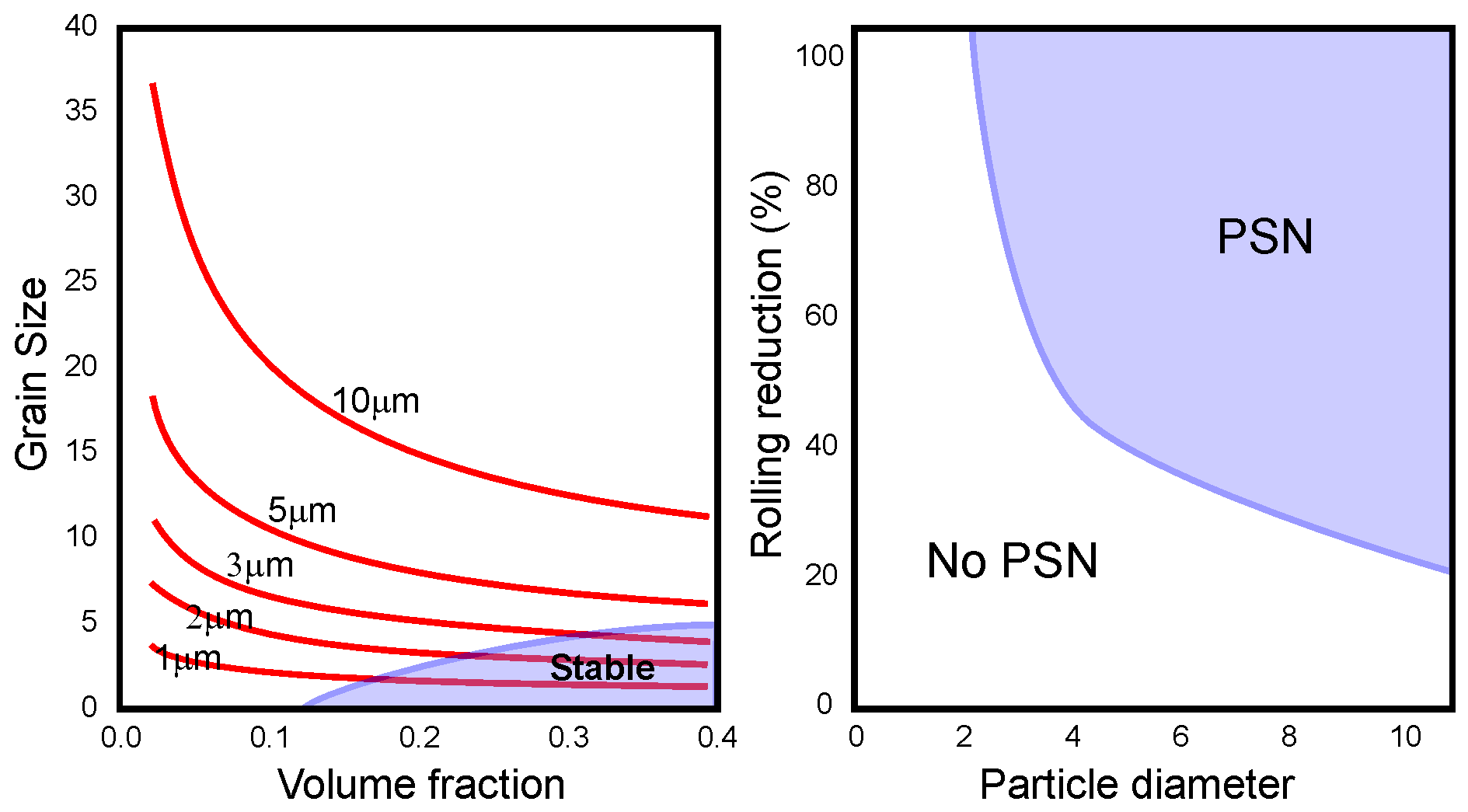
L'efecte de la mida de les partícules i la fracció volumètrica sobre la mida del gra recristal·litzat (esquerra) i el règim PSN (dreta)

## Temperatura de recristal·lització
La temperatura de recristal·lització és la temperatura a la qual es pot produir la recristal·lització per a un material i unes condicions de processament determinades. Aquesta no és una temperatura fixa i depèn de factors com els següents:
- L'augment del temps de recuit disminueix la temperatura de recristal·lització
- Els aliatges tenen temperatures de recristal·lització més altes que els metalls purs
- L'augment de la quantitat de treball en fred disminueix la temperatura de recristal·lització
- Les mides de gra més petites treballades en fred disminueixen la temperatura de recristal·lització